# Мілюки
Мілюки (пол. Miluki, нім. Milucken) — село в Польщі, у гміні Елк Елцького повіту Вармінсько-Мазурського воєводства.
Населення — 60 осіб (2011).
У 1975-1998 роках село належало до Сувальського воєводства.

## Демографія
Демографічна структура станом на 31 березня 2011 року:
|          | Загалом | Допрацездатний вік | Працездатний вік | Постпрацездатний вік |
| -------- | ------- | ------------------ | ---------------- | -------------------- |
| Чоловіки | 30      | 5                  | 21               | 4                    |
| Жінки    | 30      | 7                  | 16               | 7                    |
| Разом    | 60      | 12                 | 37               | 11                   |